# シーネット (企業)
株式会社シーネットは、クラウド型在庫管理システム（WMS）パッケージの販売および業務サポートをはじめとした物流業務ソリューションを提供する株式会社である。

## 概要
入出荷、検品、在庫管理など倉庫内のさまざまな業務を管理・支援する仕組みが倉庫管理システムであり、業務ソフトウェアのなかでこの分野に特化して開発・提供を行っている。

食品会社、3PL業者、倉庫業者などを主な取引先として、システムの受託・開発を行っている。

従来のクライアント・サーバ型に代わり、クラウド型でのサービス提供をメインとしている。
主力製品であるクラウド型倉庫管理システムパッケージ【ci.Himalayas/WMS】は、2011年から9年連続で出荷金額No.１*を達成している。
*出典：株式会社ミック経済研究所
『リモート対応＆リソース拡充で差別化はかる　基幹業務パッケージソフトの市場展望 2020年度版』

## 創業のストーリー
1989年、創業者小野崎伸彦は当時勤務していた無線通信機メーカーが新たにテキサス州ダラスに立ち上げた物流拠点のシステム構築のため、米国支社にCIOとして赴任した。ダラス空港からは全米主要都市に直行便が就航しており、その利便性から北米における新たなハブ拠点として選択されていたのである。

現地に赴き情報収集を始めた小野崎は、アメリカの合理主義を極めた【cross-docking】という最先端の倉庫管理システムメソッドに触れ、衝撃を受けた。それはメーカー倉庫からセンターへ、センターから小売店へと次々に入出庫を連携する事で商品を倉庫に眠らせない、最適効率での運用管理を実現するシステムだった。
その概念を取り入れて米国支社でのシステムを立ち上げた小野崎は、『このメソッドは必ず日本でも倉庫管理の基盤となる』という確信を持った。
当時、物流業や倉庫業はエッセンシャルビジネスにも関わらず３Kと言われ、社会的評価にハンディキャップを背負っていたのである。

ダラスでのミッションを遂行して帰国した小野崎は、1992年、当時アメリカで苦楽を共にして同じ使命感を共有していたチームを率いてスピンアウトし、株式会社シーネットを設立した。
物流ITにおける７人の侍である。
創業の地に選んだのは千葉県船橋市。
JR線、京成線、東武線が乗り入れる地域交通のハブであり、何より京葉地域の倉庫業が集約する東葛地区に近いことが決め手となった。
最先端のITの力で日本の物流を変えるという青雲の志をもって公式サイトのドメインにcross-docking.comと命名、倉庫管理システム（WMS）をコアビジネスとして事業をスタートした。

以来、数々の現場での課題解決を通じ、物流現場に潜む様々な需要を感知するとともに、音声認識技術を応用したピッキングシステムや、画像認識技術を応用したエビデンスマネジメントシステムなど、一貫して最先端の技術を現場業務に役立てるソリューションに積極的に先行投資を行った。
現在では【物流×ITで社会を明るくする】というミッションステートメントのもと、グループ全社でクラウド型倉庫管理システム（WMS）を核として、音声認識、画像認識、物流機器トラッキング、物流品質モニタ、協働・自律型運搬支援ロボット、データアナリティクスなど総合的に物流事業を支援するソリューションを提供している。
※出典：当事者への取材による

## 歴史
| 西暦 | 出来事 |
| 1992 | シーネット設立 ・創業者小野崎伸彦が米国の最先端倉庫管理システムに衝撃を受け日本で開発を決意。 千葉県船橋市にシーネットを設立 |
| 1993 | ・シーネット入出庫管理システムをリリース ・小松フォークリフト株式会社(現コマツリフト株式会社)と業務提携 ・ニュービジネス協議会 ニュービジネス大賞部門「奨励賞」受賞 |
| 1994 | ・台湾ソフト会社 ポルマ社と業務提携 |
| 1995 | ・IBMアジア・パシフィックと業務提携 ・冷蔵倉庫向け入出庫管理システムをリリース |
| 1999 | ・WMS(倉庫管理システム)C_Net Himalayasをリリース |
| 2000 | ・倉庫管理、配車管理、運行管理を連動させたロジスティクスマジックをリリース |
| 2001 | ・倉庫管理システム特許取得 ・松下産機システムエンジニアリングと開発・販売に関して業務提携 ・シーネット、キリン物流、キリンエンジニアリングの三社でセンター管理システムを リリース |
| 2002 | ・C_Net HimalayasをASP方式のドットjp在庫管理サービスへ移植、ASPサービスの トライアル開始 ・株式会社デジコード（現SBIビジネス・ソリューションズ株式会社）と業務提携 |
| 2003 | ・米国自動認識システム大手Intermec社と業務提携 ・日本電気株式会社と外食業界向けSCMソリューション分野で業務提携 |
| 2004 | ・千葉産業人クラブ「第9回 千葉県ベンチャー企業経営者表彰」において 優秀経営者賞を受賞 |
| 2005 | ・XML技術を中心に企業間コミュニケーションが最大の特徴の次世代WMS CX-Himalayasをリリース ・運賃管理システム「マルチタリフドットコム」をリリース ・関電システムソリューションズ株式会社とライセンス販売・技術パートナーとして 業務提携 |
| 2006 | ・米国音声認識システムベンチャー企業 Genesta社と業務提携 |
| 2007 | ・「配車組システム」特許取得 ・「タイムスケジュール管理システムとモバイル端末」特許取得 |
| 2008 | ・「販促品・消耗品管理システム」をリリース ・トーヨーカネツソリューションズ株式会社と音声認識システムの販売で業務提携 |
| 2009 | ・情報セキュリティマネジメントシステム(ISMS)に関する国際規格「ISO/IEC27001」 の認証取得 ・韓国M3モバイル社と業務提携 |
| 2010 | ・通販事業者向け「通販在庫管理システム」をリリース ・アジア物流向け「多言語版在庫管理システム」をリリース ・千葉県経営革新計画 承認 |
| 2011 | ・合弁会社「達人物流信息服務(大連)有限公司」設立 ・クラウド型「ci.Himalayas」シリーズをリリース ・通販物流向け在庫管理システム「ci.Himalayas/ec」をリリース ・多言語版在庫管理システム「ci.Himalayas/asia」をリリース ・音声認識システム「ci.Himalayas/voice」をリリース ・日本語対応版音声認識システム「ci.Himalayas/voice/ex」をリリース ・DPS連動版音声認識システム「ボイデジ」をリリース |
| 2012 | ・生産現場向け音声認識システム「計量・調合システム」をリリース ・味の素エンジニアリング株式会社と共同特許取得 |
| 2013 | ・中国北京にサポートセンター「希耐特(北京)信息系統有限公司」設立 ・日本と海外のインフラ強化のためPACNET社の「Premium Plus DIA」を導入 ・オフライン環境対応版音声認識システム「ci.Himalayas/voice/anywhere」を リリース ・海外物流現場向けハンディソリューション「ci.Himalayas/HALO」をリリース ・イー・シナジーとASEAN地区の物流システムサポートで業務提携                                   |
| 2014 | ・タイバンコクにサポートセンターを設立 ・国際物流総合展2014へ出展 |
| 2015 | ・「クラウド型遠隔監視サービス」をリリース ・「検品・梱包作業動画 一発検索ソリューション」をリリース ・タイバンコクに現地法人「C NET（Thailand）Co., Ltd.」設立 |
| 2016 | ・新会社「シーネット コネクト サービス」設立 ・中国上海に現地法人「越庫（上海）信息科技有限公司」設立 ・中国北京のデータセンター運用開始 ・「音声種まき仕分けシステム」をリリース ・「音声検品システム」特許取得 |
| 2017 | ・ミャンマーにサポートセンターを設立 ・インドネシアにサポートセンターを設立 |
| 2018 | ・「シーネットグループ株式会社」を設立 グループ各社をホールディング体制に移行 |
| 2019 | ・「画像検索と連携した倉庫管理システム」特許取得 ・株式会社ベイキューブシーを事業承継型M&Aによりシーネットグループに迎える ・新会社「株式会社シーネットIoTソリューションズ」を設立 |

※出典：株式会社シーネット　公式サイト　沿革